# Labrocerus jaynei
Labrocerus jaynei är en skalbaggsart som beskrevs av Sharp 1885. Labrocerus jaynei ingår i släktet Labrocerus och familjen ängrar. Inga underarter finns listade i Catalogue of Life.